# سال‌داش
سال‌داش (ترکی آذربایجانی: Saldaş) یک منطقهٔ مسکونی در جمهوری آرتساخ است که در استان کاشاتاق واقع شده‌است.